# 中国驻爱沙尼亚大使列表
本列表为中華人民共和國驻爱沙尼亚历任大使名录。

## 历任中国驻爱沙尼亚大使

### 中华人民共和国驻爱沙尼亚大使（1991年至今）
1991年爱沙尼亚独立，并于同年9月11日与中华人民共和国建立大使级外交关系。1992年初，中华人民共和国在爱沙尼亚设立使馆。
| 姓名   | 任命           | 任命           | 到任          | 递交国书      | 免职           | 免职           | 离任          | 外交衔级 | 外交职务     | 备注     |
| 姓名   | 全国人大常委会 | 主席           | 到任          | 递交国书      | 全国人大常委会 | 主席           | 离任          | 外交衔级 | 外交职务     | 备注     |
| ------ | -------------- | -------------- | ------------- | ------------- | -------------- | -------------- | ------------- | -------- | ------------ | -------- |
| 乔宗淮 | 1991年10月30日 | 1991年12月21日 | 1992年2月15日 | 1992年2月17日 | 1992年12月28日 | 1993年3月2日   | 1993年2月     | 大使     | 特命全权大使 | 驻芬兰兼 |
| 孙大栋 | 1992年12月28日 | 1993年3月2日   | 1993年2月     | 1993年2月11日 | 1997年12月29日 | 1998年6月23日  | 1998年5月     | 大使     | 特命全权大使 |          |
| 邹明榕 | 1997年12月29日 | 1998年6月23日  | 1998年7月     | 1998年8月18日 | 2001年6月30日  | 2001年11月27日 | 2001年10月    | 大使     | 特命全权大使 |          |
| 丛军   | 2001年6月30日  | 2001年11月27日 | 2001年12月    | 2001年12月6日 | 2003年6月28日  | 2003年9月28日  | 2003年7月     | 大使     | 特命全权大使 |          |
| 宏九印 | 2003年6月28日  | 2003年9月28日  | 2003年9月     | 2003年9月30日 | 2005年12月29日 | 2006年4月14日  | 2006年3月     | 大使     | 特命全权大使 |          |
| 谢俊平 | 2005年12月29日 | 2006年4月14日  | 2006年4月     | 2006年5月18日 | 2008年2月28日  | 2008年6月5日   | 2008年5月     | 大使     | 特命全权大使 |          |
| 黄忠坡 | 2008年2月28日  | 2008年6月5日   | 2008年6月     | 2008年8月28日 | 2011年6月30日  | 2012年4月6日   | 2012年2月17日 | 大使     | 特命全权大使 |          |
| 曲喆   | 2011年6月30日  | 2012年4月6日   | 2012年3月1日  | 2012年4月24日 | 2017年11月4日  | 2018年1月29日  | 2017年12月    | 大使     | 特命全权大使 |          |
| 李超   | 2017年11月4日  | 2018年1月29日  | 2018年1月23日 | 2018年2月14日 |                | 2023年10月8日  | 2022年10月    | 大使     | 特命全权大使 |          |
| 郭晓梅 |                | 2023年10月8日  | 2023年9月11日 | 2023年10月3日 | 现任           |                |               | 大使     | 特命全权大使 |          |